# Phaea nigromaculata
Phaea nigromaculata là một loài bọ cánh cứng trong họ Cerambycidae.